# André Fontaine (peintre)
Pour les articles homonymes, voir Fontaine et André Fontaine.
André Fontaine, né Julien Gagnon et aussi connu sous les noms de Fontaine, Claude A. Fontaine et André Fontaine-Gagnon, né le 6 mars 1926 à Saint-Gédéon, et mort le 30 janvier 2005 à Québec, est un artiste-peintre, un journaliste pigiste et un auteur. Il a été surnommé « Le peintre des étoiles ».

## Biographie

### Les débuts
Né Julien Gagnon à Saint-Gédéon, un village situé au Saguenay–Lac-Saint-Jean, une région du Québec, André Fontaine est le septième d'une famille de dix enfants dont les parents, Ernest Gagnon et Isabelle Lessard, s'étaient mariés en 1906. Il aurait fait ses études au Lac-Saint-Jean, au Collège des Jésuites à Québec, puis au Collège militaire Royal Roads de Victoria, en Colombie-Britannique.
En 1945, André Fontaine épouse Marie-Paule Tremblay à Alma (Québec). De cette union, naissent deux filles : Hélène, née le 11 octobre 1946, et Pauline, née en 1948. Ils divorcent en 1966.
Il aurait servi dans la marine canadienne (ou dans la marine américaine, selon les sources) durant la guerre de Corée. Plus tard, il se serait rendu aux États-Unis où il aurait travaillé comme journaliste pigiste et correspondant de Radio-Canada. Il était présent à Dallas lorsque le président John F. Kennedy a été assassiné. Dans les premières heures qui suivent l'événement, il envoie à la radio de Radio-Canada trois reportages audio dont deux sont utilisés.
Il aurait résidé à partir de 1957 sur l'île de Cat Cays aux Bahamas et conservé un pied-à-terre à Key Biscayne en Floride,.

### Carrière de peintre

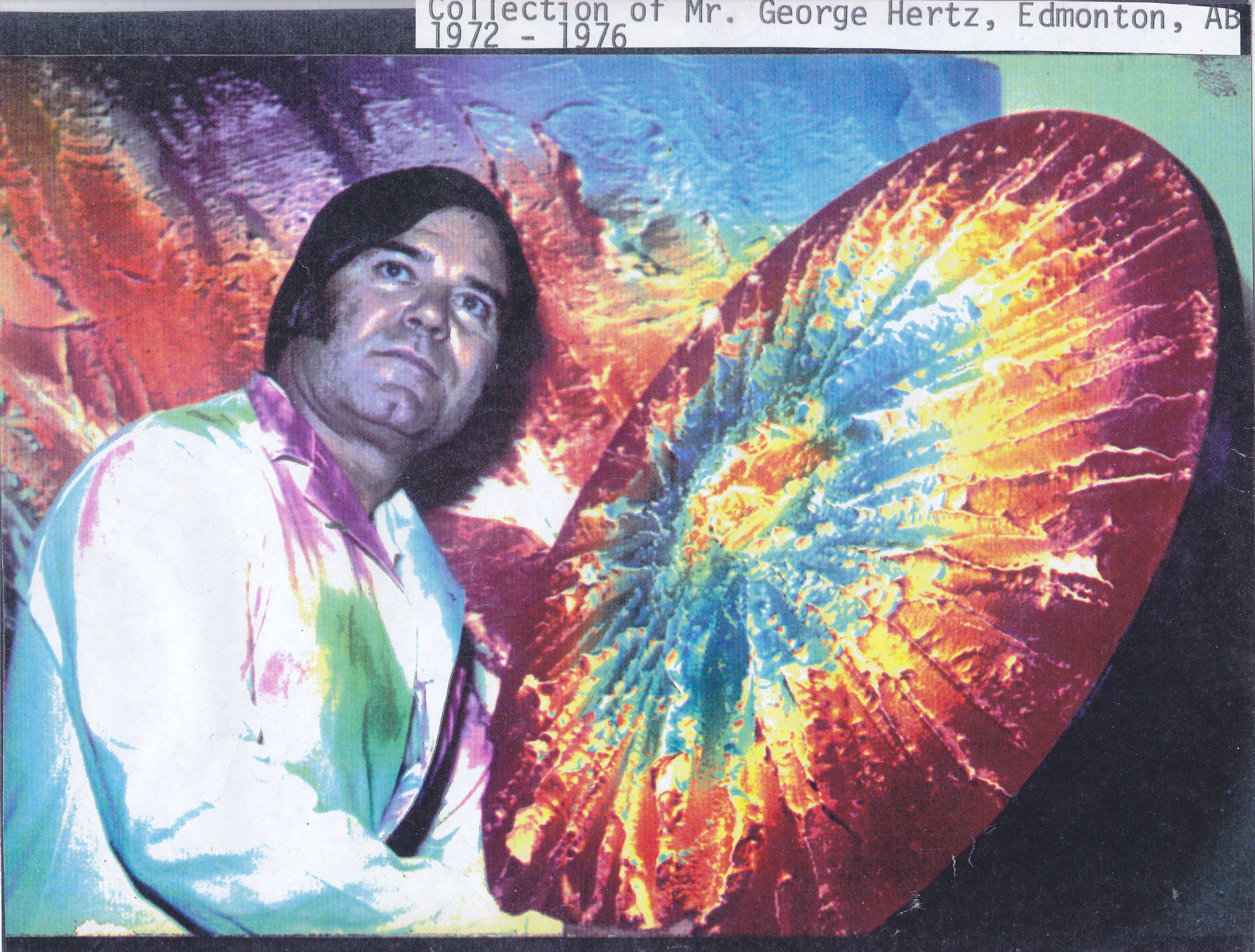
Fontaine posant avec une œuvre

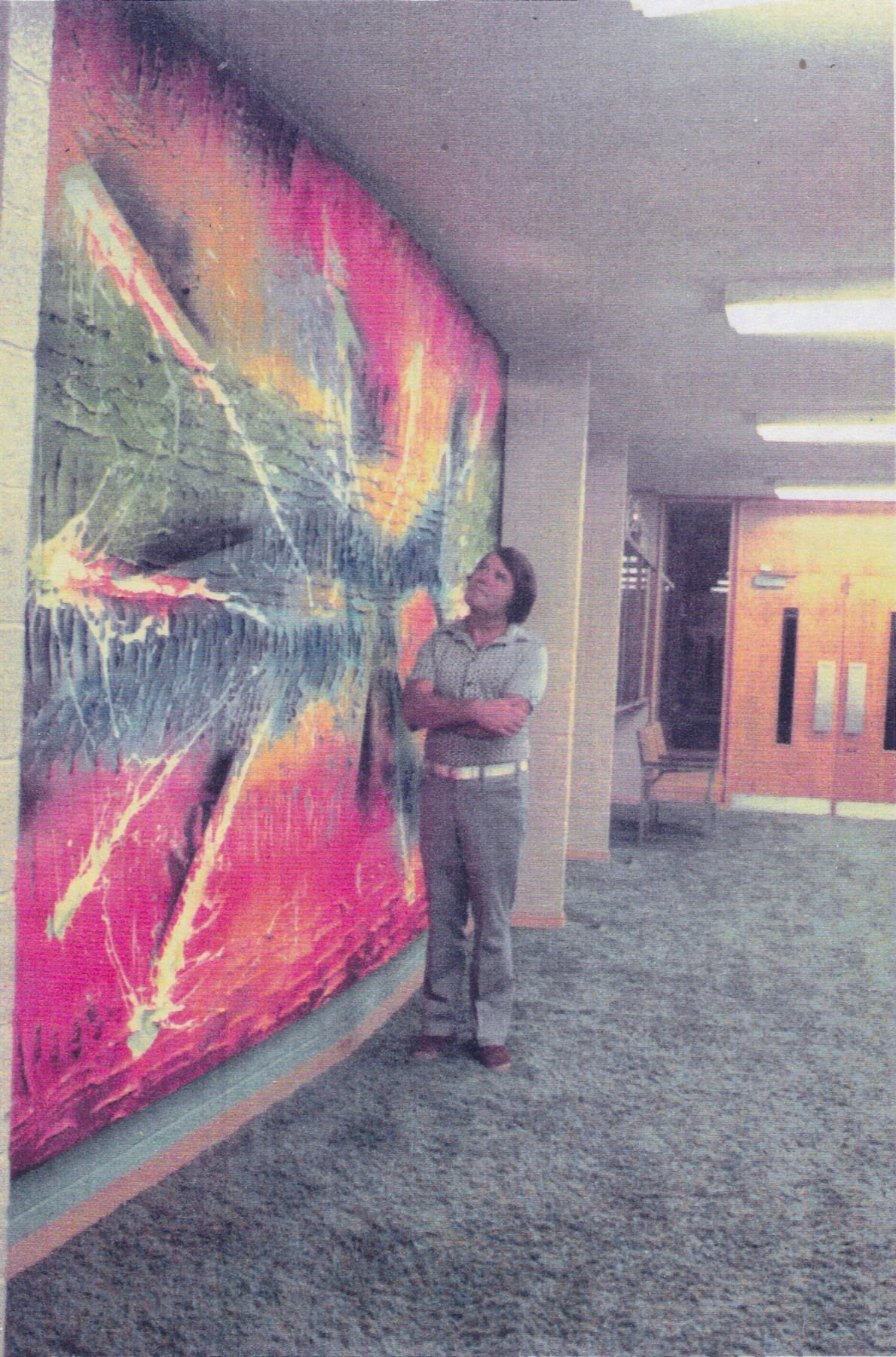
Murale réalisée pour la NASA

André Fontaine met au point un médium à base de fibre de verre et de nylon en poudre, qu'il nomme « Texmos » en 1963. Il teint de couleurs vives de la fibre de verre liquide qu'il doit rapidement appliquer sur une toile ou une base de plastique, car le matériau sèche rapidement. Il développe un style personnel utilisant ce médium et donne le nom d'« art cosmonitique » à ce type de peinture qui donne un effet de trois dimensions,.
La première exposition attestée de Fontaine est à la Galerie Martin de Montréal, en juin et juillet 1964. À cette époque, il est aussi connu sous le nom de Claude A. Fontaine. Par la suite, il expose principalement dans la province de Québec, mais également à Miami en Floride et à Edmonton en Alberta. Alors qu'il est emprisonné pour fraude de 1966 à 1977, il réussit à tenir des expositions près de son lieu d'incarcération, comme à Cowansville ou à Edmonton.
En 1977, après sa sortie de prison, André Fontaine publie en collaboration avec Carmen Morin le livre Conspiration, entre l'ombre et la lumière dans lequel il raconte sa vie et la conspiration supposément orchestrée par la Central Intelligence Agency (CIA), la Gendarmerie royale du Canada et la Sûreté du Québec dont il se dit victime et dont le but est de l'empêcher de raconter tout ce qu'il sait sur l'assassinat de John F. Kennedy. Il y raconte également ses difficultés avec le système judiciaire et pénitentiaire canadien.
Installé à Québec, André Fontaine ouvre en octobre 1978 l'Atelier-galerie Fontaine au 56 rue Saint-Pierre dans le Vieux-Québec. En plus d'y organiser des expositions, il y offre des cours de dessin et de peinture. En 1979 il épouse Joan Doyon, une artiste qui enseigne à son atelier-galerie, dont il aura une fille, Rachel, en 1980. En février 1980, la galerie est autorisée par le ministère de l'Éducation a donner un cours professionnel d'agent de galerie d'art. Elle déménage sur la Grande Allée en juin 1980. La galerie doit cependant déclarer faillite en novembre 1981. 
André Fontaine est décédé le 30 janvier 2005 à la suite d'un infarctus du myocarde à l'hôpital Saint-François d'Assise de Québec.

#### Réception de la critique
Le critique Raymond Heard, parlant dans le Montreal Star de l'exposition de 1964, écrit que « la plupart de ses oeuvres sont bizarres et primitives » (« Most of his work is bizarre and primitive »), mais qu'il apprécie une série de peintures sur le thème de la musique. Dans Le Soleil, la critique Lucie Bernard dit, en parlant des peintures de Fontaine, « (...) tout ce que je puis dire au sujet des œuvres exposées à la galerie c'est que cela ne m'émeut guère plus que la peinture phosphorescente en cannettes qu'on vaporise généreusement sur les chars allégoriques du Carnaval. Tant pis pour les ultra violets, "la naissance d'une comète" et le mouvement des couleurs; je "tripe" plus fort avec des black lights et des stroboscopes ». Dans le même journal, Yves Bernier écrit en 1989 : « Les rayons du soleil ou les tubes fluorescents ultra-violets apportent un mouvement, une luminosité étonnantes aux formes de l'espace qu'il capte sur sa toile ».

### Affirmations exagérées ou invérifiables, complotisme
Dans toutes ses communications publiques, que ce soit par des communiqués de presse, entrevues, ou dans son livre Conspiration, entre l'ombre et la lumière, André Fontaine donne l'impression de tenir à souligner l'importance de ses accomplissements, de mettre en avant le prestige des personnalités qu'il a côtoyées, d'exagérer l'influence de son art pictural,, et d'attribuer à un vaste complot politique ses démêlés judiciaires. Plusieurs des événements qu'il relate sont improbables ou à tout le moins invérifiables. Souvent ses allégations sont reprises telles quelles par des journalistes, souvent par des journaux locaux ou à potins.
Parmi les affirmations les plus sujettes à caution d'André Fontaine, on peut noter les suivantes.
- Il aurait obtenu une licence en psychologie de la Sorbonne[1],[25].
- Il aurait obtenu un diplôme en technologie spatiale du Miami Scientific Research Center (une institution qui semble ne pas avoir existé)[4],[26].
- Il aurait étudié avec l'ingénieur et designer Jacque Fresco[2],[25], avec Le Corbusier[1],[4] et été l'élève de Jackson Pollock[9],[4].
- Il aurait été conseiller et recherchiste en santé mentale pour l'UNESCO en Amérique du Sud ainsi qu'au Mexique et au Guatemala[1],[5].
- En tant que journaliste, il aurait couvert de grands événements politiques tels que la révolution cubaine depuis les montagnes de la Sierra Maestra, la crise de Panama de janvier 1964, la guerre civile dominicaine, la construction du Mur de Berlin et la venue du Pape aux Nations unies en 1965 (aucune trace de ces reportages)[27],[4].
- En tant que peintre, il aurait remporté 4 prix en mars 1964 à l'exposition de l'Association américaine des arts à Miami[25] (aucune trace de ces prix[28]).
- Il aurait reçu une médaille d'or de l'American Architectural Association en 1964[29] (il n'existe pas d'association de ce nom, et aucune trace de cette médaille[28]).

En ce qui concerne les supposés complots orchestrés par la CIA pour le faire taire, 
- il aurait écrit un livre après 1966, tombé entre les mains de la CIA, à cause de révélations sur la révolution cubaine[30] ;
- son emprisonnement pour fraudes en 1966 aurait été orchestré pour l'empêcher de divulguer des faits concernant l'assassinat de John F. Kennedy[3].

## Affaires judiciaires et controverses

### Condamnations
André Fontaine, selon son propre témoignage, a été condamné une première fois à 17 mois de prison en 1954 pour possession de drogue.
Plus tard, en août 1966, il a été condamné par un juge de la Cour des sessions de la paix à quatre peines, dont une de 12 ans, relativement à plusieurs chefs d'accusation dont 16 de faux, 7 de fraude et de tentative de fraude, et d'obtention d'un passeport par la fraude. En se servant de plusieurs alias, il aurait réussi à détourner une somme totale d'environ 15 500 $ de Caisses populaires, de Caisses d'économie et de banques. Il purge ses peines dans différents établissements, dont la prison de Bordeaux à Montréal, le pénitencier Saint-Vincent-de-Paul à Laval, le pénitencier de Cowansville, ceux d'Edmonton et de Kingston, avant d'être placé en libération conditionnelle le 2 septembre 1977.

### Poursuite en diffamation
En mars 1978, André Fontaine met en demeure l'hebdomadaire « Le Lac-St-Jean » et son journaliste Vital Munger de se rétracter après avoir affirmé que lui, Fontaine, dont le nom de naissance est Julien Gagnon, était la même personne qu'un Julien Gagnon arrêté et condamné en 1965 pour trafic de drogue. Le journaliste et spécialiste du monde interlope Jean-Pierre Charbonneau appuie Fontaine en indiquant qu'il croit qu'il s'agit de deux personnes différentes, le Julien Gagnon arrêté en 1965 et condamné au Texas en compagnie du gangster notoire Lucien Rivard ayant une date de naissance différente. Devant le refus du journaliste de se rétracter, une action en dommages de 100 000 $ est engagée par Fontaine.

### Plainte contre une critique défavorable
André Fontaine a logé en 1980 une plainte au Conseil de presse du Québec à propos d'une critique parue dans le journal Le Soleil sous la plume de Lucie Bernard, et qui exprimait des réserves sur la qualité des œuvres présentées dans l'atelier-galerie Fontaine, ainsi qu'un avis plutôt défavorable sur la production picturale de Fontaine lui-même. La décision du Conseil de presse a été « qu'on ne saurait exiger de ceux qui exercent le métier de critique, de chroniqueur ou d'éditorialiste qu'ils véhiculent dans leurs écrits des messages qui épousent intégralement l'image et le sens que veulent donner à leurs actions des individus ou des groupes, sans compromettre la liberté d’expression, la liberté d'opinion et partant la liberté de la presse et le droit du public à l'information ».

### Faux Renoir
En 1981, André Fontaine a été mis en cause dans une affaire de supercherie. Il aurait authentifié, en compagnie d'Henri Gilbert, un restaurateur d'œuvres d'art reconnu, un tableau acheté 12 $ dans un magasin d'articles usagés comme, sinon l'original, du moins une habile copie d'un célèbre tableau de Renoir, Au bord de la mer, valant au moins 10 000 $. Il s'agissait en réalité d'une simple reproduction plastifiée. Malgré les demandes de la victime et de l'encadreur Jean-François Deschênes qui a révélé l'escroquerie supposée, aucune accusation n'a été portée contre Fontaine, qui a affirmé avoir bien eu sous les yeux une véritable peinture et non une reproduction de qualité inférieure. Il s'est plaint de l'atteinte à sa réputation, a menacé d'entreprendre des recours juridiques et a par la suite sommé le journal Le Soleil de se rétracter.

### Faux ordre des chevaliers de Malte
Lors des funérailles du peintre naïf Arthur Villeneuve, tenues à Chicoutimi en mai 1990, André Fontaine se présente comme Grand commandeur pour l'Amérique du Nord de l'Ordre des chevaliers de Malte et remet à la veuve de Villeneuve, Hélène Morin-Villeneuve, le titre de chevalier de l'Ordre. Ce titre devait être accordé à Arthur Villeneuve lui-même, mais à la suite de son décès l'Ordre dit avoir décidé de le remettre à sa veuve. Cependant, dès le lendemain de cette cérémonie, de forts doutes circulent quant à l'authenticité de cette décoration, ainsi que sur les motifs qui auraient poussé Fontaine à procéder à cette remise. Le journaliste Gilles Paradis évoque une tentative de mainmise sur les œuvres de l'artiste. Henri Gilbert, déjà associé à Fontaine par le passé, et qui se présente comme le « grand prélat apostolique de l'Ordre souverain hospitalier de Saint-Jean-de-Jérusalem chevaliers de Malte » dit être celui qui a mandaté Fontaine à effectuer cette remise. L'Ordre dont se réclament André Fontaine et Henri Gilbert ne serait qu'un des nombreux faux Ordres de Malte (en) qui ont pris naissance, en particulier, aux États-Unis.

### Poursuite contre André Arthur et Radiomédia
En août 1997, André Fontaine poursuit l'animateur André Arthur et les journalistes Christian Thibault et Jean Langlois, ainsi que le réseau Radiomédia pour une somme d'un million de dollars. Il leur reproche « (...) d'avoir manqué de respect pour sa réputation et sa vie privée ainsi que d'avoir prononcé des paroles diffamatoires à son endroit. » En particulier, Arthur et Langlois auraient « ridiculisé le demandeur en plus de le traiter de fraudeur, de parler illégalement d’un dossier judiciaire pour lequel le demandeur a obtenu son pardon et de faire allusion à des actes criminels qu’il n’a jamais commis ». Quelques mois plus tard, la requête est jugée irrecevable en raison de graves irrégularités dans l'exposé des faits reprochés aux accusés.

## Œuvre

### Reportages
- (en) Mary Conway Kohler et André Fontaine (recherche) (suite de l'article dans les numéros du 17 et du 24 mars), « We Waste a Million Kids a Year », The Saturday Evening Post,‎ 10 mars 1962 (lire en ligne).

### Expositions
- 1964 : du 24 juin au 3 juillet 1964 à la Galerie Martin, rue Sherbrooke à Montréal[5]  (pour la première fois au Canada)
- 1964 : en octobre à l'auberge le Toit de Chaume de Piedmont[25],[1]
- 1966 : en mai au Mayfair Art Theater de Miami (Floride), en association avec le Wometco Art Theatre (en), sous le thème « Le cosmos et l'univers » (« The Cosmos and the Universe »)[11]
- 1966 : en mai à Montréal[47]
- 1969 : en mai à la Maison des Arts de Chicoutimi[48]
- 1969 : du 11 au 28 septembre au centre culturel de Cowansville, « Voyage dans la nuit »[30],[49]
- 1971 : 23 mai au 27 juin à la Maison des Arts de Chicoutimi[9]
- 1972 : en décembre à Edmonton, au centre commercial McCauley Plaza : The Creation, avec effets sonores et lumineux[27],[50],[51]
- 1973 : 29 janvier au 29 février,  The Creation, à la galerie SUB de l'Université de l'Alberta[12],[26]
- 1973 : 9 au 29 avril « Challenge of the Stars - Exploration of the Universe » au Meadowlark Park, Edmonton (Alberta)[52]
- 1973 : au congrès de la International Radiation Protection Association à Washington du 9 au 14 septembre[53]
- 1978 : à partir du 5 décembre, exposition Le Défi aux étoiles, atelier-galerie André Fontaine[17]
- 1980 : du 17 février au 20 mars à l'Atelier 858, Montréal[54]
- 1981 : du 9 au 19 avril au centre commercial Place Lebourgneuf à Québec[55]
- 1987 : 2 au 6 décembre « La merveilleuse comète de Halley », à Place Centre-Ville, Saint-Georges[56]
- 1989 : mars, aux Galeries Chagnon à Lévis[8].
- 1997 : à partir du 19 septembre, « Défi aux étoiles », au centre L'Ère du Cristal, Sainte-Foy][57]

### Publication
- Carmen Morin et André Fontaine, Conspiration entre l'ombre et la lumière, Éditions Intrinsèque, 1977, 339 p., 23 cm (ISBN 9780919711020, présentation en ligne)
  - Réédition : Carmen Morin et André Fontaine (préf. Joan Doyon, Rachel Fontaine), Conspiration entre l'ombre et la lumière, Éditions Dédicaces, 2021, 2e éd. (1re éd. 1977), 339 p., 6 x 9 po., broché (ISBN 9798777920317, lire en ligne)

### Articles de presse
- « Les secrets mal gardés », chronique, sur La Patrie, 17 octobre 1963 (consulté le 28 février 2024)[58]
- L'Écho des artistes, Lise Bourgeois, « Les bourgeoisies de Lise », 25 novembre 1972
- Le Journal de Montréal, tribune libre/ connu en Iran, 15 mars 1975
- Le Journal de Québec, « Symposium de l'homme nouveau », 1er septembre 1978, p. 27
- Le Journal de Québec, Jean Savard, « Plus qu'un cosmologue, un peintre cosmique », 2 novembre 1978
- L'Express, samedi soir à la poudrerie : « Un membre de la Nasa à Drummondville », 3 mai 1983, p. 33